# Don McKinnon
Donald Charles McKinnon, detto Don (Londra, 27 febbraio 1939), è un politico neozelandese; fu vicepremier del governo del suo Paese dal 1992 al 1996 e ministro degli esteri dal 1992 al 1999; dal 2000 al 2008 fu segretario generale del Commonwealth delle nazioni.